# Lilith Häßle
Lilith Häßle (* 21. Februar 1991 in Berlin) ist eine deutsche Schauspielerin und Hörspielsprecherin. 

## Leben
Bereits während ihrer Schulzeit spielte Häßle zwei Jahre bei verschiedenen Jugendtheatern. Noch vor dem Abitur sprach sie an der Hochschule für Schauspielkunst „Ernst Busch“ Berlin vor, wurde jedoch wegen ihres Alters nicht angenommen. Daraufhin absolvierte sie erfolgreich die Aufnahmeprüfung an der Hochschule für Musik und Darstellende Kunst Stuttgart, wo sie von 2010 bis 2014 Schauspiel studierte. Bereits während des Studiums wirkte sie an Produktionen des Theater Freiburg und am Staatstheater Stuttgart sowie am Landestheater Tübingen mit. Ihre erste Rolle war Frau Rotkohl in Das Sams, gefolgt von Lady Violet in Fellinis Schiff der Träume.
Ab der Saison 2014/15 hatte sie ein Festengagement am Staatstheater Mainz, wo sie in Die Ratten als Selma und in Die Schneekönigin als Schneekönigin, als Prinzessin Eulalia und als Räubertochter zu sehen war. Davor spielte sie Hermia in The Fairy Queen. In den Spielzeiten 2017/18 und 2018/19 war Häßle am Residenztheater München engagiert. Zur Spielzeit 2019/20 wechselte sie gemeinsam mit dem Intendanten Martin Kušej an das Burgtheater in Wien.
Daneben wirkte sie als Hörspielsprecherin an verschiedenen Produktionen unter anderem von SWR und Deutschlandradio mit.

## Theater (Auswahl)
Theater Freiburg (2013–2014)
- Das Sams als Frau Rotkohl, Regie: Inda Buschmann
- Fellinis Schiff der Träume als Lady Violet, Regie: Uli Jäckle

Staatstheater Mainz (2014–2017)
- The Fairy Queen als Hermia, Regie: Jo Stomgren
- Die Schneekönigin als Schneekönigin, Prinzessin Eulalia und Räubertochter, Regie: Christina Rast
- Die Ratten als Selma, Regie: Jan-Christoph Gockel
- Verbrennungen als Jeanne, Regie: Klaus Schumacher
- Der Prozess als Waschfrau, Regie: Jakoob Albohm
- Nathan der Weise als Recha, Regie: K. D. Schmidt
- Orestes als Elektra, Regie: Niklaus Helbling
- Der Meister und Margarita als Besdomny, Regie: Jan-Christoph Gockel

Bayerisches Staatsschauspiel München (2017–2019)
- Antigone (nach Sophokles) als Antigone, Regie: Hans Neuenfels
- Ein Volksfeind (nach Henrik Ibsen) als Petra, Regie: Mateja Koležnik
- Don Karlos (nach Friedrich Schiller) als Elisabeth von Valois, Regie: Martin Kušej
- Marat/Sade (nach Peter Weiss) als Charlotte Corday, Regie: Tina Lanik
- Der Spieler (nach F.M. Dostojewski) als Polina Alexandrowna, Regie: Andreas Kriegenburg
- Elektra (nach Hugo von Hofmannsthal) als Chrysothemis, Regie: Ulrich Rasche
- Playing:: Karlstadt als Liesl Karlstadt, Regie: Bernhard Mikeska

Burgtheater Wien (2019 ff.)
- 2023: Die Zauberflöte als Pamina, Regie: Nils Strunk

## Filmografie (Auswahl)
- 2017: Hit Mom – Mörderische Weihnachten
- 2019: Hubert ohne Staller: Die letzte Wurscht (Fernsehserie, eine Folge)
- 2020: Ein Schritt zu viel (Fernsehfilm)
- 2021: In aller Freundschaft – Die jungen Ärzte: Irrwege (Fernsehserie, eine Folge)
- 2022: Der Alte: Zeugen der Anklage (Fernsehserie, eine Folge)
- 2023: Morden im Norden: Das schwarze Bild (Fernsehserie, eine Folge)
- 2024: Der Bozen-Krimi: Geheime Bruderschaft (Fernsehreihe)

## Hörspiele (Auswahl)
- Herr im Garten (2019, BR)
- Die Bergung der Landschaft (2019, BR)
- Apokalypse Baby (2019, BR)
- Ante oder der Thunfisch (2019, BR)
- Vater (2019, HR)
- Matthäuspassion (2020, ORF)

## Auszeichnungen
- 2019: Kurt-Meisel-Preis Förderpreis